# Зелена гълъбка
Зелената гълъбка (Russula virescens) е вид базидиева гъба от род Гълъбки. В България е добре разпространена и популярна, тъй като плодното тяло е голямо, лесно се разпознава от други гъби и е ядливо.

## Описание на вида
Отначало гуглата е сплескана, с тъмно зелена кожица без пукнатини. Скоро гуглата се разтваря. Тогава кожицата се пропуква откъм ръба на гуглата и отделените зелени парцалчета сформират концентрични кръгове върху бял или бледо сив фон. Често кожицата в центъра остава невредима. Цветът на кожицата варира от бледо до тъмно зелен. Гуглата е вдлъбната в центъра. Ръбът е целокраен.
Месото е твърдо и крехко, с приятен вкус и без миризма.
Пластинките са бели до кремави и сгъстени. Не са сраснали с пънчето. Споровият прашец е бял, а индивидуалните спори са безцветни.
Пънчето е бяло, цилиндрично, твърдо, крехко, чупливо и пълномесесто. Пръстенче и калъфче около основата липсват.

## Месторастене и събиране
Само в широколистни гори, но се среща и в смесени, върху богата почва. Обича дъб и бук и се среща поединично или на малки групички. Не обича директната светлина. Среща се рядко въпреки широкото си разпространение, но е добре позната. От гълъбките това е може би най-лесният за разпознаване вид и заради това най-събираният в България. Расте от юли до септември.
Гъбата се приготвя по същите начини като други гъби в прясно състояние. Не става за сушене.
Възможни двойници са други гълъбки със зелени гугли като тревистозелената гълъбка (R. aeruginea), R. heterophylla, зелени разновидности на сивата (R. cyanoxantha) и виненочервената (R. xerampelina) и други. Кожицата на никоя от тези не се напуква като при зелената. И четирите изброени са също така ядливи.
Отровната зелена мухоморка (Amanita phalloides) се различава с пръстенче и калъфче около нейното пънче. Липсват зелените късчета върху гуглата.